# Ignaz Trollmann von Lovcenberg

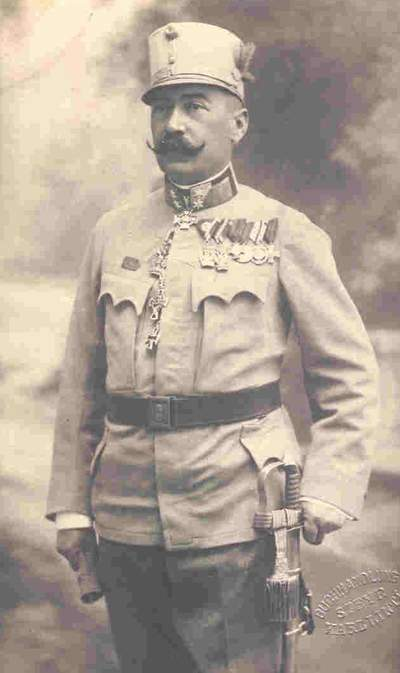
General der Infanterie Ignaz Freiherr Trollmann von Lovcenberg (vor August 1917)

Ignaz Trollmann, seit 1917 Freiherr Trollmann von Lovcenberg (* 25. November 1860 in Steyr; † 23. Februar 1919 in Graz) war im Ersten Weltkrieg Kommandant des XIX. Korps der k.u.k. Armee.

## Ausbildung und frühe Laufbahn
Nach seinem Besuch der Militär-Oberrealschule in Mährisch Weißkirchen begann er sein Studium an der Militärakademie in Wiener Neustadt und wurde als aktiver Leutnant im 14. Infanterieregiment eingesetzt.
Anschließend besuchte er die k.u.k. Kriegsschule in Wien und wurde 1890 als Hauptmann zum Generalstabsdienst eingeteilt. Zuerst noch im Truppenhauptquartier in Innsbruck, wurde er 1896 als Militärgeograph in Olmütz eingesetzt. Während seiner Funktion als Generalstabschef der 34. Infanteriedivision in Temesvár wurde er 1900 zum Oberstleutnant befördert.
1904 übernahm der inzwischen zum Oberst aufgestiegene das Kommando über das 1. Landwehrinfanterieregiment in Wien. Dort erhielt er den Orden der Eisernen Krone 3. Klasse.
Als Generalmajor leitete er 1910 bis 1912 die Landwehr-Offizierscorpsschule in Graz. Zur aktiven Truppe abkommandiert, leitete er zuerst die 46. Landwehrinfanteriedivision in Krakau (1913), dann die 1. Infanteriedivision in Sarajevo und schließlich (als Feldmarschallleutnant) die 18. Infanteriedivision in Mostar (1914).

## Erster Weltkrieg
Zu Ausbruch des Krieges Teil des XVI. Corps, war er an der (gescheiterten) Serbischen Offensive beteiligt. Trotzdem wurde er für sein hervorragendes Kommando mit dem Orden der Eisernen Krone II. Klasse und im November 1914 mit dem Militärverdienstkreuz II. Klasse ausgezeichnet. Im Dezember desselben Jahres übernahm er das Kombinierte Korps und wurde zur 3. Armee an die Ostfront versetzt. Wegen seiner herausragenden Beteiligung an der Schlacht von Gorlice-Tarnów erhielt er 1915 das Großkreuz des Ordens der Eisernen Krone und das Eiserne Kreuz II. Klasse.

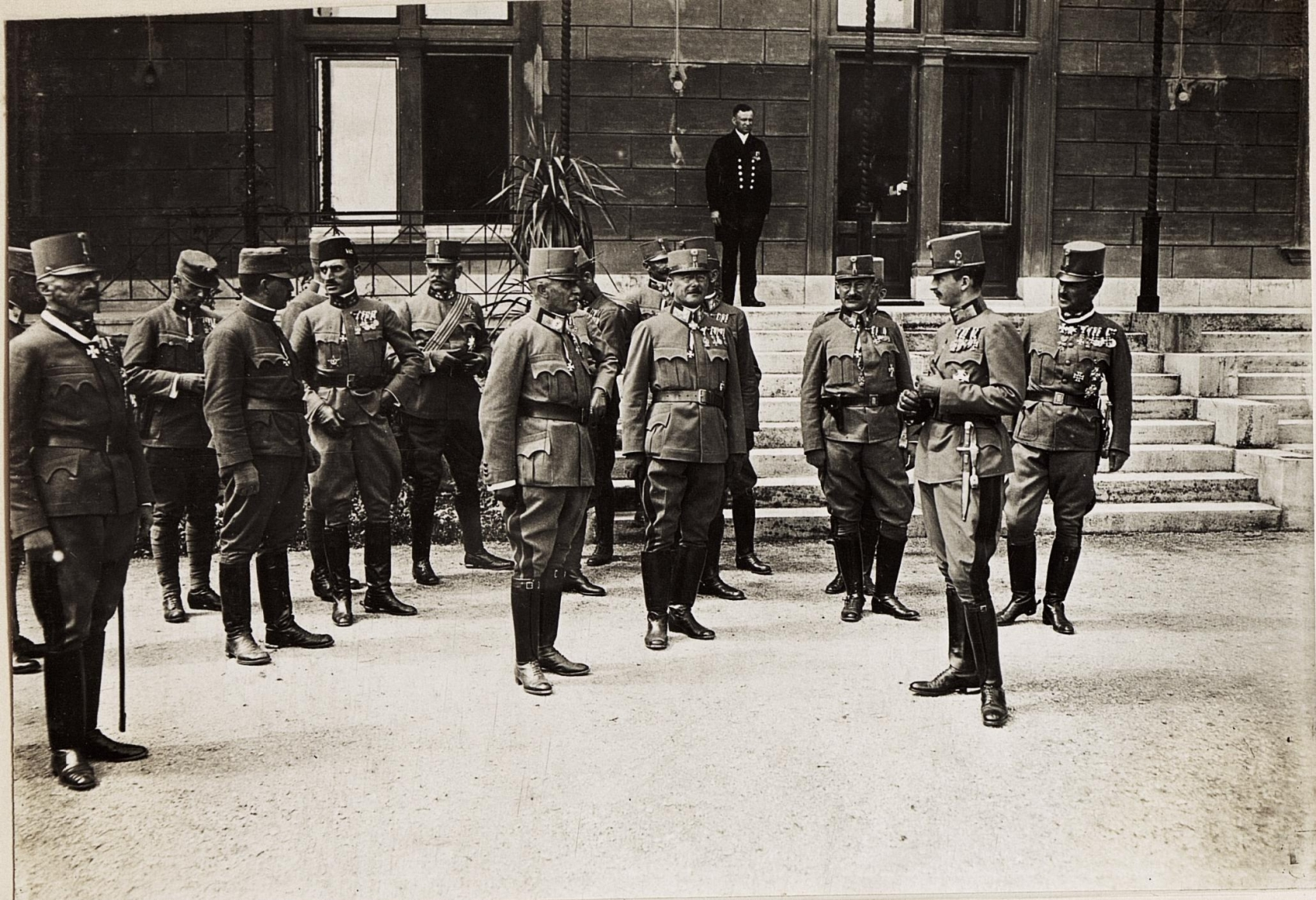
180. Promotion des Militär-Maria-Theresien-Ordens am 17. August 1917 in der Villa Wartholz, bei der Trollmann das Ritterkreuz dieses Ordens erhielt

Trollmann übernahm nun das Kommando über das XIX. Corps und führte es in mehreren Schlachten in Galizien. Am Serbienfeldzug der Mittelmächte im Oktober 1915 war das XIX. Corps ebenfalls beteiligt. Im Dezember 1915 wurde Trollmann das Großkreuz des österreichisch-kaiserlichen Leopold-Ordens verliehen.
Als Teil der 3. Armee nahm er 1916 an der Okkupation Montenegros teil und erstürmte am 8. Jänner das Lovćen-Gebirge bei Cattaro. Dieses Manöver beeinflusste den Ausgang der Schlacht entscheidend. Daraufhin erhielt er das Eiserne Kreuz I. Klasse, das Silberne Militärverdienstkreuz und wurde am 13. November 1916 von Kaiser Franz Joseph I. zum General der Infanterie ernannt.
Er verblieb an der Balkanfront und erhielt im April 1917 den Titel Geheimer Rat und am 17. August 1917 das Ritterkreuz des Maria-Theresia-Ordens, was ihn in den erblichen Freiherrn-Stand erhob. Am 19. Jänner 1918 wurde ihm als Anerkennung seiner Verdienste um die Offensive in Montenegro das Adelsprädikat von Lovcenberg verliehen.

## Lebensabend und Tod

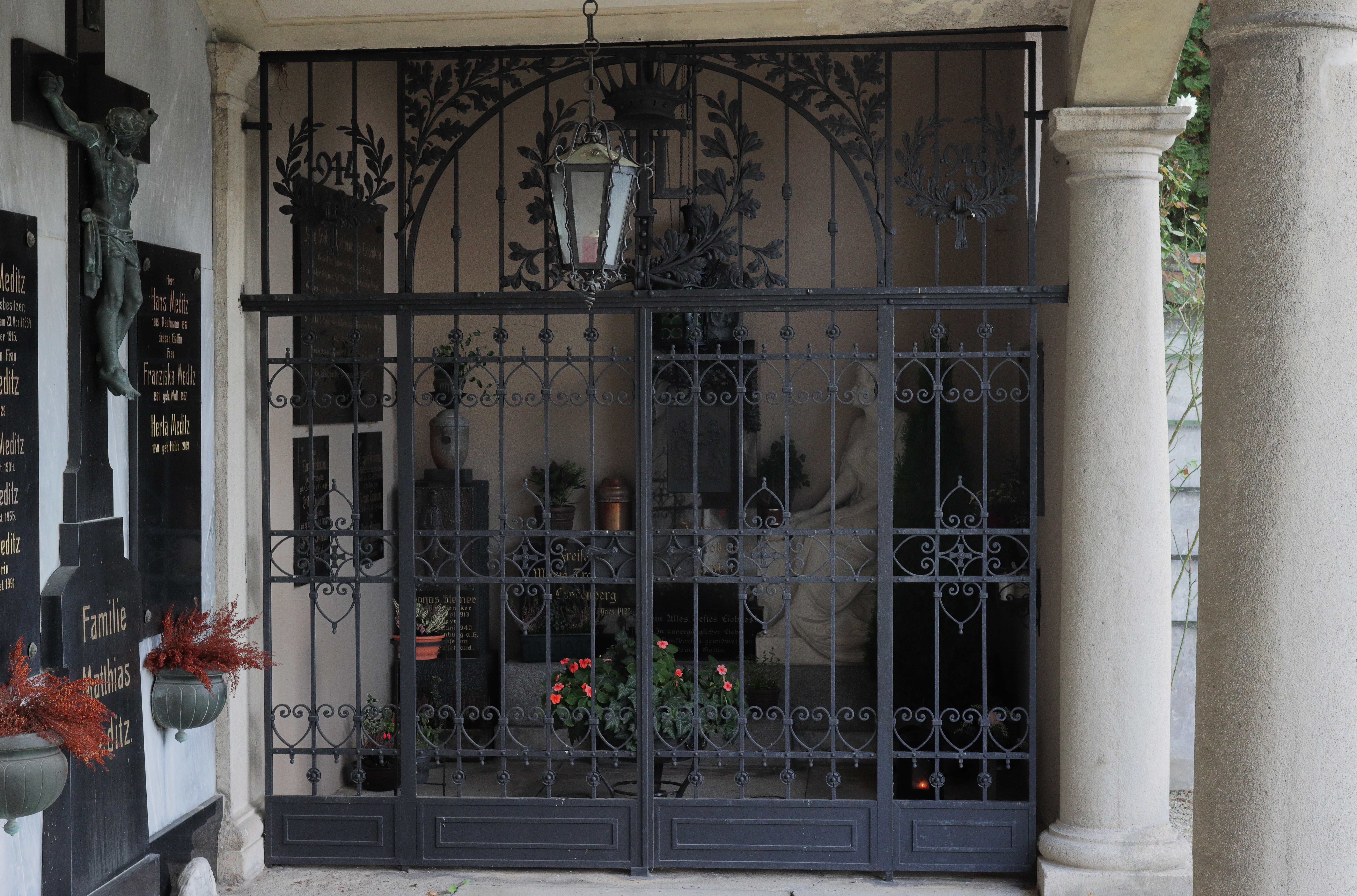
Familiengruft am Taborfriedhof

Im Dezember 1918 setzte sich General Trollmann in Graz zur Ruhe, wo er 1919 starb. Sein Grab befindet sich in der Trollmann-Familiengruft auf dem Taborfriedhof in Steyr.

## Siehe auch

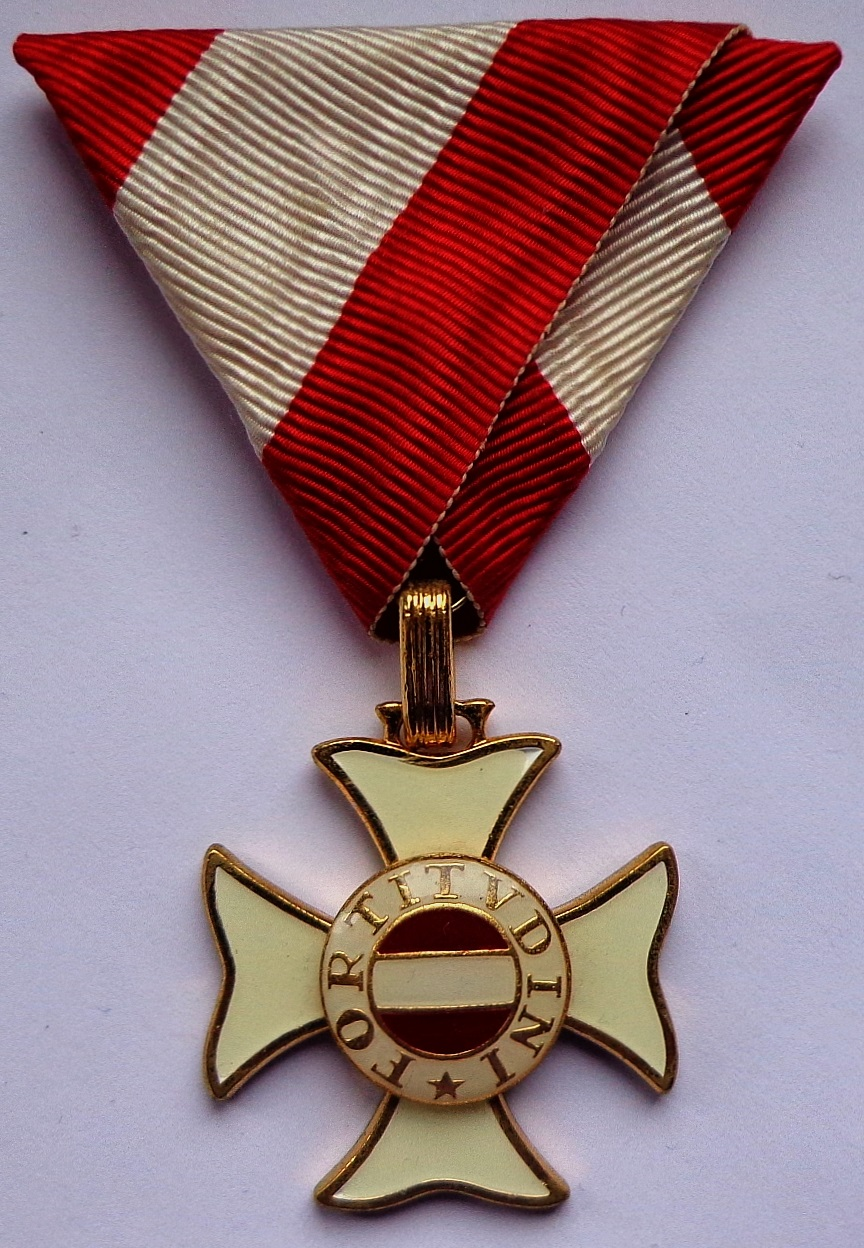
Ritterkreuz des Militär-Maria-Theresien-Ordens